# Ruger Mini-14
O Mini-14 é uma carabina semiautomática leve fabricada pela Sturm, Sturm Ruger & Co, usada por militares, agentes policiais e civis. Ela foi projetada para o calibre 223 (5,56 mm), é fabricada em vários modelos, incluindo o Ranch Rifle (uma variante básica civil), o Mini-14 GB e o Mini Thirty, ésse no calibre 7,62 × 39 mm.

## Histórico e projeto
O Mini-14 foi apresentado pela primeira vez em 1973 pela Sturm Ruger & Co. O nome Mini-14 foi escolhido porque se assemelha a uma versão menor do lendário fuzil militar M14 projetado por John Garand. O Mini-14 Desenhado por L. James Sullivan e William B. Ruger, incorporou inúmeras inovações e mudanças de engenharia para redução de custos.[carece de fontes?]
O rifle Mini-14 emprega um receptor feito com microfundição, tratado termicamente que é mecanicamente semelhante ao rifle M1, com um sistema operado à gás de pistão fixo autolimpante. As primeiras carabinas foram produzidas com um dispositivo complexo para manter o ferrolho aberto e sem botão para engate manual. As coronhas tinham cnatos vivos e os escudos térmicos eram feitos de madeira. Essas carabinas, com prefixos de número de série anteriores a 181, foram trabalhados e redesenhados com um novo material, um novo mecanismo de retenção do ferrolho e outras pequenas alterações.
O rifle Mini-14 original tinha uma mira de abertura traseira com grandes abas protetoras e sem base para mira telescópica integrada. Em 1982, a Ruger introduziu o Ranch Rifle com uma base para mira telescópica integrada no receptor, uma nova mira traseira de abertura dobrável e anéis para mira telescópica de fábrica.[carece de fontes?]
Em 1987, Ruger introduziu o fuzil Mini Thirty para o cartucho russo de 7,62x39mm. Na época, grandes quantidades de munição militar excedente estavam sendo importadas para os Estados Unidos a preços baixíssimos. Além disso, o 7,62x39mm é balisticamente semelhante ao cartucho .30-30 Winchester. Como resultado, o Mini Trinta provou ser um fuzil de caça eficaz.[carece de fontes?]
Em 2003, o design foi revisado para melhorar a precisão e atualizar o estilo e, ao mesmo tempo, reduzir os custos de produção. O Mini-14 padrão foi descontinuado e o nome se tornou o nome de família de todos os rifles do tipo Mini-14. A partir de 2005, todos os rifles do tipo Mini-14 agora são baseados no projeto Ranch Rifle, com bases de escopo integrais, uma visão traseira de abertura de anel fantasma não dobrável e uma visão frontal alada semelhante à usada na carabina de polícia Ruger. Esses rifles atualizados têm números de série que começam com 580 e às vezes são chamados de rifles da série 580. Eles também têm um novo sistema de gás modificado projetado para reduzir a vibração do cano e são capazes de disparar grupos de duas polegadas a 100 jardas, o que é uma precisão de 2 MOA (minuto de ângulo).
Entre 2007 e 2008, Ruger adicionou um barril cônico mais pesado à série Mini. O cano mais pesado tinha um diâmetro geral maior, com o cano ficando visivelmente mais espesso nas polegadas finais, à medida que o cano se aproxima do bloco de gás do focinho. Essas alterações combinadas com tolerâncias mais rígidas resultam em maior precisão potencial. Todos os rifles do tipo Mini-14 estão disponíveis em aço inoxidável ou acabamento azulado com madeira, material sintético ou laminado com barris de 16,12 polegadas (409 mm) ou 18,5 polegadas (470 mm).

## Variantes

### Ranch Rifle

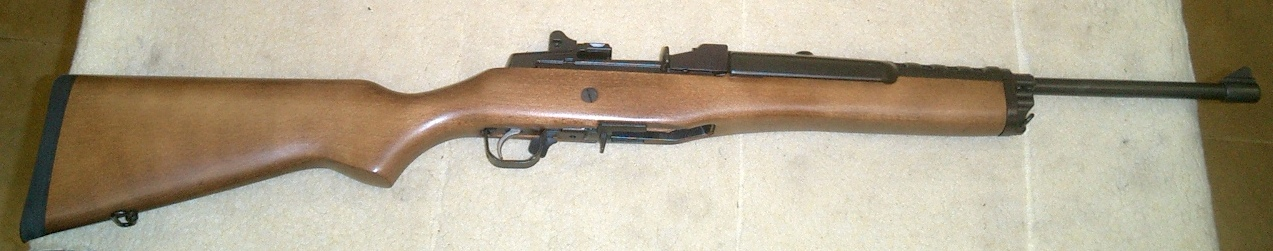
O Ranch Rifle. com montagem para mira telescópica e mira traseira com "anel fantasma"

O "Ranch Rifle" é um modelo básico oferecido com coronha em madeira ou um material sintético acompanhado de um receptor de aço inoxidável ou azulado e um cano cônico padrão de 18,5 polegadas (47,0 centímetros) (taxa de torção de 1:9" RH). Esses rifles apresentam uma mira traseira com "anel fantasma" ajustável e mira frontal com abas e são vendidos com um trilho de mira destacável e uma opção de dois carregadores de 20 ou 5 cartuchos para atender a alguns Estados dos EUA e outros países que possuem leis que restringem a capacidade do carregador. Todos os modelos admitem os cartuchos .223 Remington e 5,56×45mm NATO, exceto na variante "Target Rifle" (que admite apenas o .223).

#### Target Rifle
Introduzida em 2007, a variante "Target Rifle" possui um cano pesado de 22 polegadas (559 milímetros) forjado a martelo a frio, controle da harmônica do cano com precisão de minuto de ângulo ajustável e opções de uma coronha de madeira laminada ou sintética sobremoldada da Hogue. O "Target Rifle" não tem mira de ferro, mas inclui os anéis de mira como padrão e a montagem em trilho Picatinny. Ele foi projetado para uso apenas com o cartucho .223 Remington; a Ruger não fornece garantia para o 5,56×45mm NATO.

#### Tactical Rifle

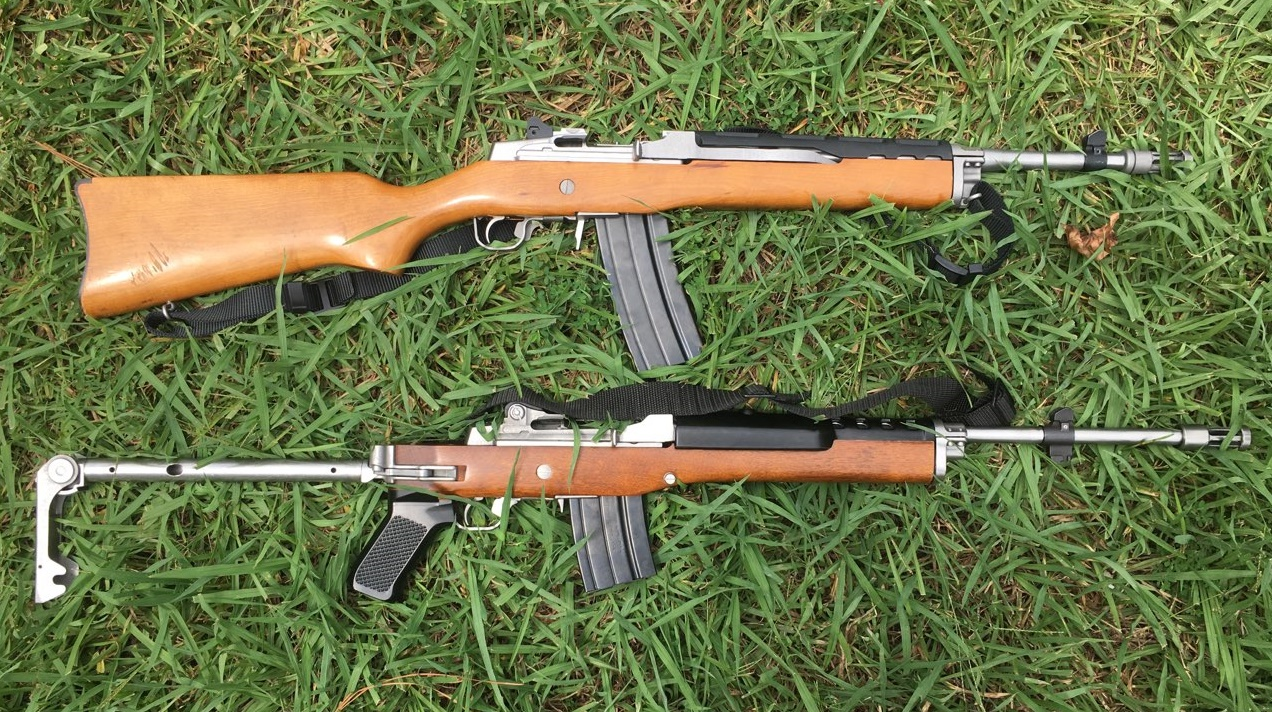
Um "Mini-14 Tactical" inoxidável (acima) e um "Mini-14 GB-F"

Introduzida em 2009, a variante "Tactical Rifle" é a mais recente variante, que inclui o cano mais curto de 16,12 polegadas (40,9 centímetros) com "quebra-chamas" e está disponível com coronha fixa integral ou coronha dobrável da marca ATI com trilhos Picatinny. Essa variante admite os cartuchos .223 Remington/5,56×45mm NATO e o .300 AAC Blackout a partir de 2015.

### Mini Thirty

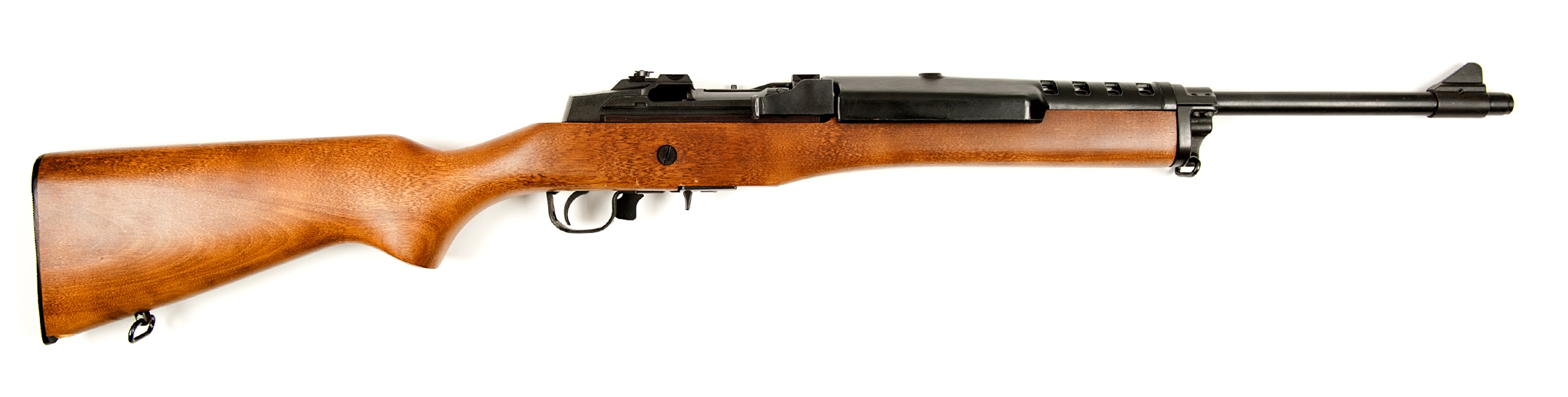
Os primeiros "Mini-Thirty" foram idênticos ao "Ranch Rifle". Nota: mira traseira dobrável

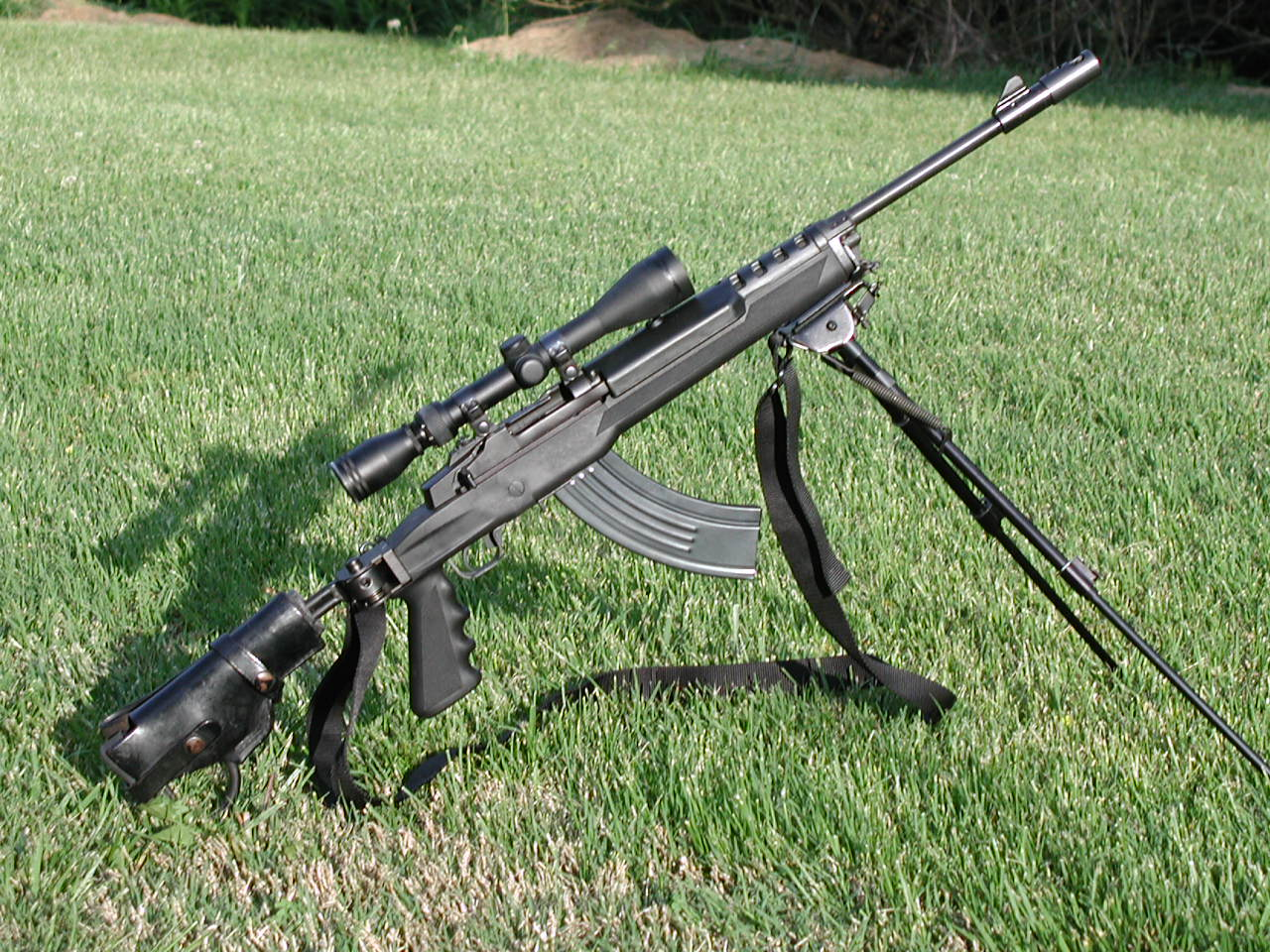
Um Ruger "Mini Thirty" com coronha de empunhadura de pistola dobrável, um bi-pé Harris, carregador de 30 cartuchos, estilo AK-74 com "quebra-chama" e mira telescópica 3–9×40mm presa nos anéis originais da Ruger

Em 1987, a Ruger começou a produção do "Mini Thirty". Essa variante fo projetada para usar o cartucho 7,62x39mm russo, usado no SKS e no AK-47, pois muitos estados proíbem a caça de veados com calibres menores que 6 mm (0,243 pol.). O cartucho 7,62x39mm possui balística semelhante ao bem conhecido .30-30 Winchester. O "Mini Thirty" está disponível com canos de 16,12 polegadas (40,9 centímetros) (no Modelo Tático) ou o padrão de 18,50 polegadas (47,0 centímetros), com uma taxa de torção de 1:10 RH e é vendido com dois carregadores de 20 ou 5 cartuchos. Atualmente, a Ruger não produza carregadores de 30 cartuchos para o "Mini Thirty". O "Mini Thirty" compartilha muitas das mesmas opções de design e acessórios com as do rifle Mini-14 Ranch de menor calibre.

#### Mini Thirty Tactical Rifle
A variante "Mini Thirty Tactical Rifle" foi introduzida em 2010. Imita de perto a variante "Tactical Rifle", só que para o cartucho 7,62x39mm. Ele também possui um cano padrão mais curto de 16,12 polegadas (40,9 centímetros) com "quebra-chama" e está disponível em duas opções de coronha fixa padrão ou dobrável da marca ATI com trilhos Picatinny.[carece de fontes?]

### Modelos "government"

#### Mini-14 GB
Os modelos "Mini-14 GB" ("Government Barrel") apresentam empunhadura de pistola, coronha dobrável para a lateral ou uma coronha padrão de rifle "semi-pistola", um carregador de 20 ou 30 cartuchos, encaixe para baioneta, cano rosqueado para silenciador e "quebra-chamas". A prova de que "GB" significa "Government Barrel" e não "Government Bayonet" pode ser vista nos novos modelos Táticos da Ruger que continua usando o "GB", catalogando, por exemplo, o KM-14/20GBCP. Esses modelos não possuem baioneta, mas possuem o "quebra-chamas". As vendas dos modelos com baioneta foram destinadas apenas aos mercados de forças policiais, militar e de segurança privada, e só foram encontradas no catálogo para o mercado policial da Ruger. No entanto, muitos entraram no mercado civil.

#### AC-556
O "AC-556" é uma versão de fogo seletivo do Mini-14 comercializado para uso militar e policial. O design incorpora uma alavanca na parte traseira/direita do receptor para selecionar os modos de disparo semiautomático, de três tiros ou totalmente automático; a segurança manual na frente do guarda-mato opera da mesma forma que um Mini-14 padrão. A mira frontal possui aletas laterais e incorpora um supoete de baioneta. O cano de 13 polegadas (33,0 centímetros) ou de 18 polegadas (45,7 centímetros), incorpora um "quebra-chamas", que pode ser usado para lançar granadas aprovadas de gás lacrimogêneo ou de fumaça. Uma coronha dobrável está disponível nos modelos: AC-556F e AC-556K. O rifle vem equipado com carregadores de 20 cartuchos e uma versão com 30 cartuchos ficou disponível por um tempo. O AC-556 foi retirado da produção em 1999 e a Ruger parou de oferecer serviço para o rifle em 2009. Naquela época, alguns modelos estavam disponíveis para compra de civis no mercado "regulado" pela NFA.

##### Mousqueton A.M.D.

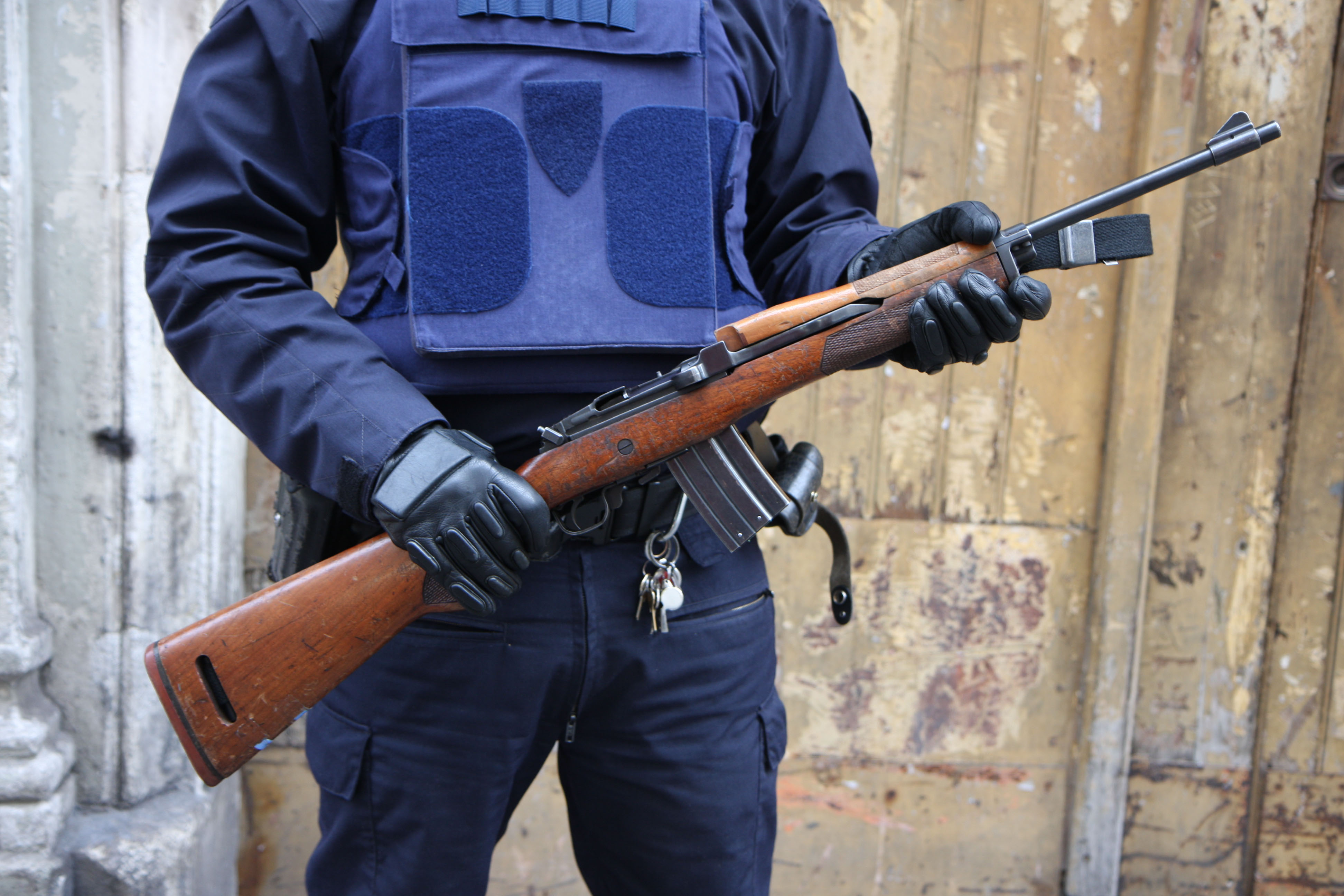
Um oficial de polícia francês com um Mousqueton A.M.D. com alça de mira, graduada e seletor de modo de disparo na traseira do receptor

Na França, o "AC-556" é conhecido como "Mousqueton A.M.D." onde foi usado por várias agências governamentais do Ministério do Interior francês: a Police Aux Frontières ("PAF" - Polícia de Fronteira), a Police Nationale Compagnies Républicaines de Sécurité (ou "CRS" - Brigada de Controle de Distúrbios) e o Groupe d'Intervention de la Gendarmerie Nationale ("GIGN"). O A.M.D. vêm em duas versões, a primeira tem a mira traseira abertura padrão da Ruger; na outra, a mira traseira foi substituída por uma mira graduada no topo do canol, à frente do receptor.[carece de fontes?]

### Ação de tração direta
Um pequeno número de fuzis Mini-14 e Mini-30, por ação de ferrolho, foram fabricados para venda no Reino Unido como resultado de uma legislação que proibia rifles semiautomáticos de fogo central em 1988.

### Outros calibres e acessórios

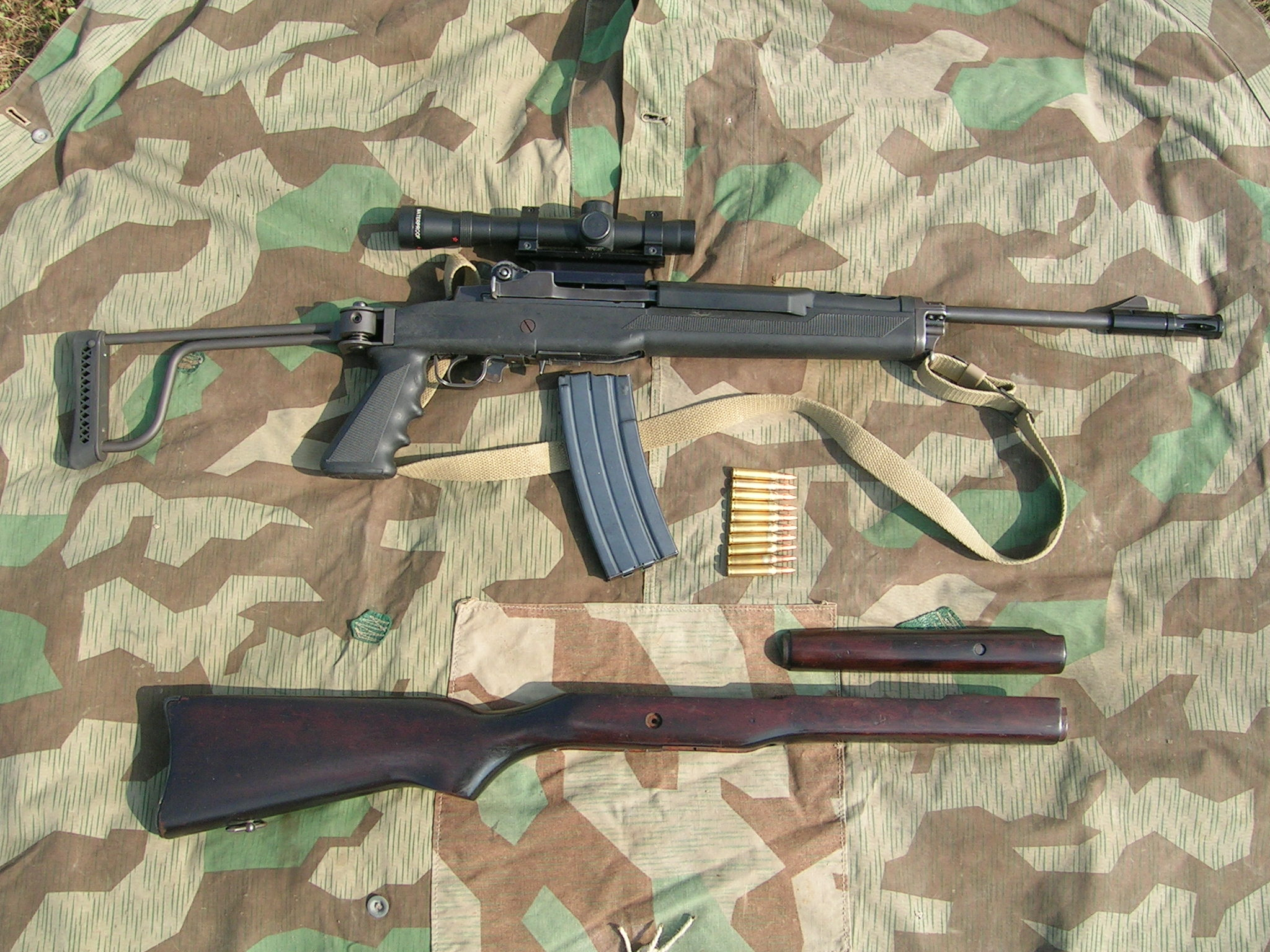
Um Mini-14 com vários acessórios

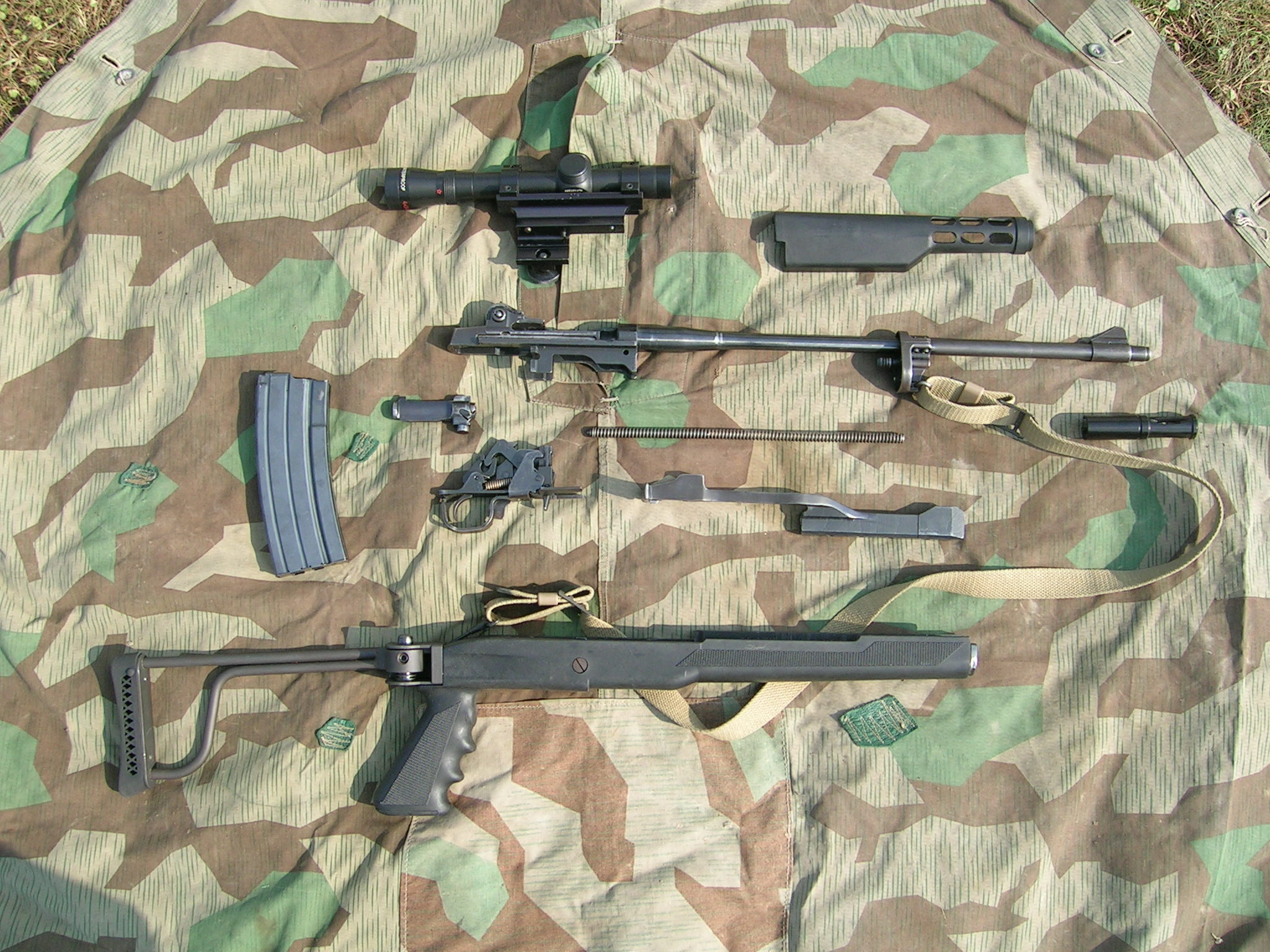
Um Mini-14 desmontado, com vários acessórios

#### .222 Remington
A Ruger produziu um modelo no calibre .222 Remington a partir de 1984. Designados "Mini-14/5R.222", esses rifles foram fabricados principalmente para o mercado europeu e foram descontinuados no início da década de 1980.

#### 6,8 mm Remington
Em 2007, a Ruger iniciou a produção do "Mini-6.8" utilizando o cartucho comercial 6,8mm Remington SPC. No entanto, eles foram descontinuados em 2012 e não estão mais listados no catálogo Ruger.[carece de fontes?]

#### 300 Blackout
Em 2015, a Ruger introduziu o "Mini-14 Tactical" no calibre .300 AAC Blackout.

## Usuários

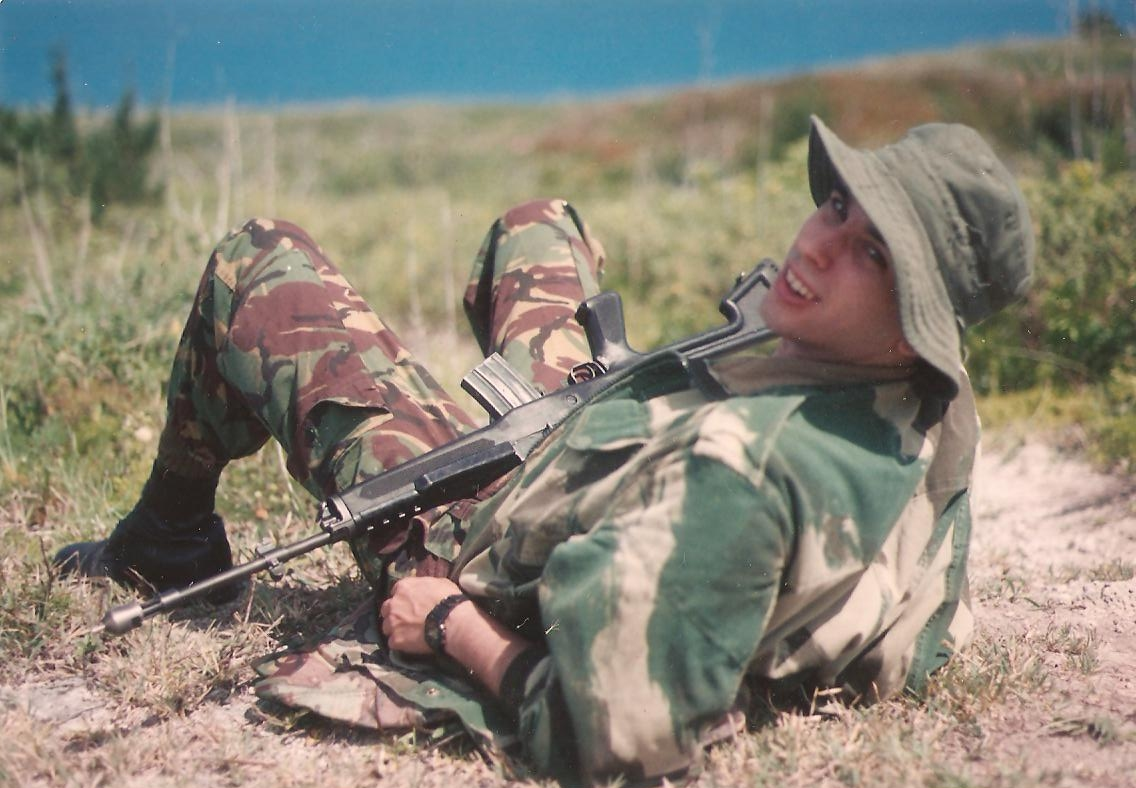
Soldado do Royal Bermuda Regiment armado com um "Mini-14 GB" em 1994

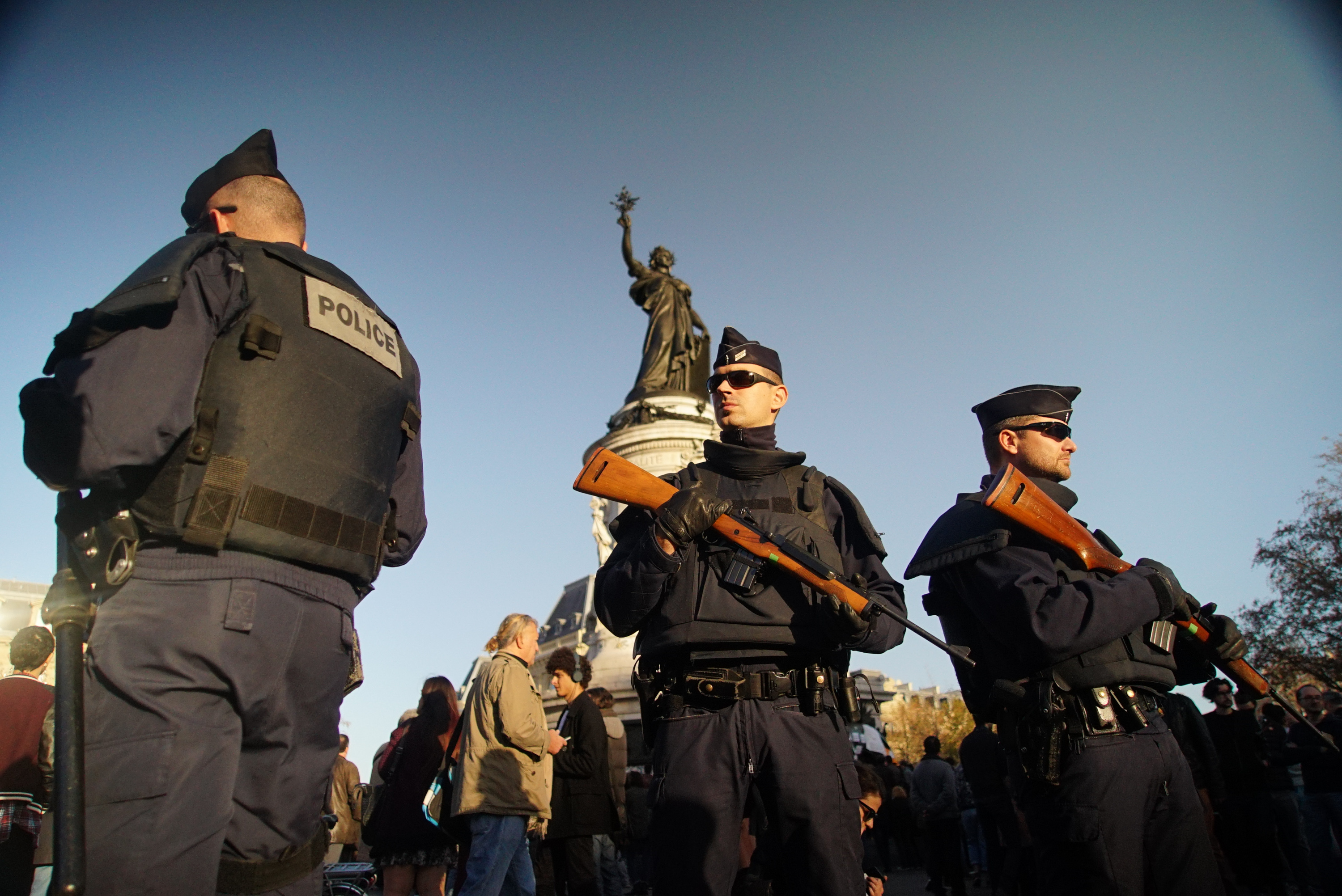
Polícia francêsa armada com rifles "Mousqueton A.M.D."

- Austrália: Department of Corrective Services da New South Wales.[33]
- Bermudas: Royal Bermuda Regiment.[34][35] The regiment received L85A2 rifles in August, 2015, and the Ruger was phased out in January, 2016.[36]
- Brasil: Polícia Federal.[37]
- El Salvador: Policía Nacional Civil de El Salvador.[38]
- França: Direction centrale de la police aux frontières, Groupe d'Intervention de la Gendarmerie Nationale, Compagnies Républicaines de Sécurité.[26][27]
- Honduras:[39]
- Hong Kong: Hong Kong Police Force, Hong Kong Correctional Services.[40]
- Rodésia:[41]
- Tailândia: Exército Real Tailandês, Polícia Real Tailandêsa.[42]
- Reino Unido: Royal Ulster Constabulary,[34][43] Surrey Constabulary[44]
- Estados Unidos: New York City Police Department Emergency Service Unit[45][46], NYPD's Organized Crime Control Bureau,[46] California Department of Corrections and Rehabilitation,[47][48][49] Georgia Department of Corrections,[50] North Carolina Department of Correction.[51] US Marines,[52] Delta Force,[53] Rajneeshpuram Peace Force.[54]

## Utilização em crimes
O Ruger Mini-14 foi usado em alguns crimes notáveis:
- Robert Hansen, um prolífico serial killer americano ativo entre 1971 e 1983, matou suas vítimas com um Ruger Mini-14 e uma faca.[carece de fontes?]
- Em 1983, Louis D. Hastings usou um Ruger Mini-14 para matar seis pessoas na pequena e isolada vila de McCarthy, no Alasca.[carece de fontes?]
- Em 1989, Gordon Kahl, seu filho Yorie e o amigo Scott Faul usaram rifles Ruger Mini-14 em dois tiroteios sangrentos em momentos separados com a polícia.[carece de fontes?]
- Assassinatos em Darkley, Três homens com pelo menos um armado com um Ruger Mini-14 abriram fogo contra fiéis que frequentavam um culto na igreja Pentecostal de Mountain Lodge, matando três civis protestantes e ferindo sete. O ataque foi reivindicado pela "Força de Reação Católica", um nome de capa para membros do Exército de Libertação Nacional da Irlanda em retaliação por assassinatos de civis católicos executados pela Força de Ação Protestante.
- Michael Lee Platt usou um Ruger Mini-14 no tiroteio do FBI em 1986 em Miami, o que resultou em agentes do FBI e outras agências americanas de aplicação da lei mudando para pistolas mais poderosas, de maior capacidade e armadura corporal mais forte.[55][56][57]
- Em abril de 1987, William Bryan Cruse usou uma Ruger Mini-14, juntamente com uma espingarda Winchester de calibre 20 e revólver .357 Ruger Blackhawk, em uma onda de tiros em dois supermercados separados.[carece de fontes?]
- Marc Lépine usou um Ruger Mini-14 no École Polytechnique Massacre, que resultou na Lei de Armas de Fogo do Canadá, 1995[58][59] e em novos procedimentos de resposta policial.[60]
- Carel Johannes Delport usou um Ruger Mini-14, juntamente com um revólver .357 Magnum, em uma sessão de tiros em Ladysmith, África do Sul, em 1992.[carece de fontes?]
- Martin Peyerl usou um Ruger Mini-14, juntamente com um Colt Python e um Winchester Model 1866, em uma matança em Bad Reichenhall, Alemanha, em 1999.[carece de fontes?]
- No tiroteio da Lockheed Martin em 2003, Douglas Williams estava armado com uma Ruger Mini-14 (ao lado de uma espingarda Winchester 1200 12), embora não tenha sido disparada.[carece de fontes?]
- Jan Molenaar usou um Ruger Mini-14 nos tiroteios de Napier na Nova Zelândia.[carece de fontes?]
- Anders Behring Breivik usou um Ruger Mini-14 (juntamente com um Glock 34) nos ataques da Noruega em 2011,[61] durante os quais atirou fatalmente em 69 pessoas em um acampamento de verão na ilha e foi ainda responsável por oito mortes adicionais em um bombardeio em Oslo. , no que se tornou o ataque mais mortal da Noruega desde a Segunda Guerra Mundial.[62]
- Byron David Smith usou um Ruger Mini-14 para atirar fatalmente em duas pessoas durante uma invasão em casa em 2012. Enquanto o caso provocou um debate sobre o uso da "doutrina do castelo", que permite que um proprietário defenda sua casa com força letal, ele foi condenado por os assassinatos e recebeu uma sentença de prisão perpétua.[carece de fontes?]
- Rockne Warren Newell usou um Ruger Mini-14, juntamente com um revólver .44 Magnum, no tiroteio em Ross Township Municipal 2013.[carece de fontes?]
- Nathanial Lee Kangas usou um Ruger Mini-14 para matar dois soldados estaduais do Alasca em Tanana, no Alasca, em 2014.[carece de fontes?]